# Jak ptaki bez gniazd
Jak ptaki bez gniazd (The Fugitive Kind) – amerykański melodramat filmowy z 1960 roku w reżyserii Sidneya Lumeta, na podstawie sztuki Orfeusz zstępujący Tennessee Williamsa.

## Fabuła
Val Xavier, trzydziestolatek o niespokojnej naturze, nie potrafi znaleźć dla siebie stałego miejsca. Od piętnastego roku życia utrzymuje się z gry na gitarze w nocnych lokalach. Jego wędrówka prowadzi go do niewielkiej miejscowości w stanie Missisipi. Tam spotyka żonę szeryfa, Vee Talbot, która oferuje mu nocleg w wolnej celi aresztu oraz pomaga znaleźć zatrudnienie w lokalnym sklepie. Nowa praca Vala polega na asystowaniu lady Torrance, właścicielce sklepu, której mąż Jabe zmaga się z poważną chorobą. Między Valem a lady Torrance zaczyna kiełkować uczucie. Ich relacja nie umyka jednak uwadze Carol, kobiety o skłonnościach nimfomańskich, która bacznie ich obserwuje. Sytuacja przybiera dramatyczny obrót, gdy mąż lady Torrance odkrywa jej romans z Valem, co prowadzi do tragicznych konsekwencji. Jabe podpala zbudowaną przez żonę kawiarnię i zabija małżonkę, a policjanci mordują Vala, spychając go strumieniami wody w stronę płomieni. Skórzaną kurtkę denata w gruzach budynku odkrywa czarnoskóry Wujek Pleasant, który odsprzedaje ją Carol.

## Główne role
- Marlon Brando – Valentine Snakeskin Xavier
- Anna Magnani – Lady Torrance
- Joanne Woodward – Carol Cutrere
- Maureen Stapleton – Vee Talbot
- Victor Jory – Jabe M. Torrance
- R.G. Armstrong – Szeryf Jordan Talbott
- Emory Richardson – Wujek Pleasant
- Madame Spivy – Ruby Lightfoot
- Sally Gracie – Dolly Hamma
- Lucille Benson – Beulah Binnings
- John Baragrey – David Cutrere
- Ben Yaffee – Dog Hamma
- Joe Brown Jr. – Pee Wee Binnings
- Virgilia Chew – Pielęgniarka Porter[1][2]